# Castello Borromeo (Peschiera Borromeo)
Il Castello Borromeo si trova a Peschiera Borromeo nella città metropolitana di Milano. Si tratta di un'antica cascina fortificata ad opera di Vitaliano I Borromeo nel XV secolo e restaurata assumendo l'aspetto attuale nel tardo XVI secolo da Renato Borromeo, cugino del cardinale Federico Borromeo. Peculiarità del castello è che il fossato che lo circonda è tuttora pieno di acqua.

## Storia

### Origini delle proprietà Borromeo in Peschiera
All’inizio del Quattrocento diversi beni nel territorio di Peschiera Borromeo risultano intestati ad un ente ospedaliero milanese, fondato da una certa Madonna Bona nel 1262, vicino al palazzo arcivescovile: l’Ospedale Nuovo. Questa istituzione aveva allargato rapidamente le sue proprietà grazie a molte donazioni ed eredità, che persone di differente ordine sociale promuovevano per ottenere il primato nelle concessioni all’ospedale. Uno dei casi più noti è quello delle sorelle Maggia e Allegranza, figlie di Pierino Boniperti di Porta Comasina, che dopo aver prestato all’Ospedale Nuovo la loro opera personale di assistenza, gli avevano lasciato tutti i beni nel 1267.
Tra le proprietà più importanti di questa istituzione ospedaliera vi era quella chiamata di «Mirizano e di Fiorano», che si aggirava sulle 1200 pertiche, con al suo interno tre cascine: una era denominata «cassina di Fiorano», mentre delle altre due, situate in Mirazzano, non si fa mai una precisa distinzione. Una di queste Cassine o possessioni dei «Frati Neri», che verrà successivamente ristrutturata, diventerà in seguito il «Castello della Peschera», prendendo il nome dallo stagno che esisteva lì vicino e dove si allevavano i pesci. Non si conoscono le modalità e il periodo dell'avvenuta acquisizione del nucleo di Mirazzano da parte dell’Ospedale Nuovo. L'arcivescovo Ottone Visconti aveva dotato largamente questo luogo pio, ma non si hanno prove che la sua famiglia possedesse terre a Mirazzano e Fiorano, bensì ne aveva in località vicine (Zeloforamagno, Linate, Mezzate). Molto probabilmente il nucleo originario, prima di appartenere all’ospedale era stato di qualche altra comunità monastica. I frati dell’ospedale avevano ampliato le proprietà mediante acquisti successivi, di cui si trova un documento a partire dall’anno 1279. Si parla sempre di terra aratoria, prati, boschi, vigne. Un prato (atto del 9 agosto 1291) viene localizzato fra la chiesa e la «Cassina del detto Ospedale»; successivamente si parla di «Cassina delli frati», in riferimento ai frati che gestivano l’ospedale.
Nella seconda metà del XIV secolo e all’inizio del successivo però, a causa di motivi di carattere economico e amministrativo, gli ospedali entrano in un processo di decadenza inarrestabile. Diversi terreni erano incolti e su di essi erano posti pesanti tassazioni. La situazione di degrado di questi luoghi porterà alla riforma dell’arcivescovo Rampini del 1448 e alla fondazione dell’Ospedale Maggiore. Spesso accadeva che per sopperire alle necessità urgenti delle comunità monastiche che presidiavano questi luoghi pii, chi affittava per periodi lunghi i fondi di loro proprietà, versava anticipatamente in una sola volta la somma pattuita per il fitto e successivamente ne acquistava i terreni. Così è accaduto nel territorio di Peschiera Borromeo. Nei primi anni del Quattrocento i frati dell’Ospedale Nuovo avevano contratto un prestito di 180 fiorini d’oro da 31 imperiali cadauno da Vitaliano I Borromeo, ricco banchiere milanese, che poi usufruirà di alcuni beni dell’ente. Due anni dopo, di questi possedimenti «siti nelle cassine appellate le cassine de’ Frati negri pieve di Mezzate ducato di Milano, di ragione diretta del sodetto Ospedale», il Borromeo ottiene l’investitura livellaria per tutta la vita, che cinque anni dopo, in seguito alla cessione allo stesso ospedale di quattro livelli di cui egli è beneficiario in differenti parti del milanese,diventa proprietà.

### Il Castello e la sua funzione
Vitaliano I Borromeo di origine padovana (i Vitaliani) era il capostipite del ramo milanese e proseguiva la stirpe dei Borromei di San Miniato, famosi banchieri e mercanti toscani. I Borromeo, nel XV secolo iniziano ad acquistare i loro primi possedimenti in Lombardia. Vitaliano I Borromeo, banchiere del duca Filippo Maria Visconti, ottiene da lui nel 1432 il diritto di fortificare il feudo di Peschiera dove già esisteva una cascina che via via assumerà sempre più l'aspetto del moderno castello.

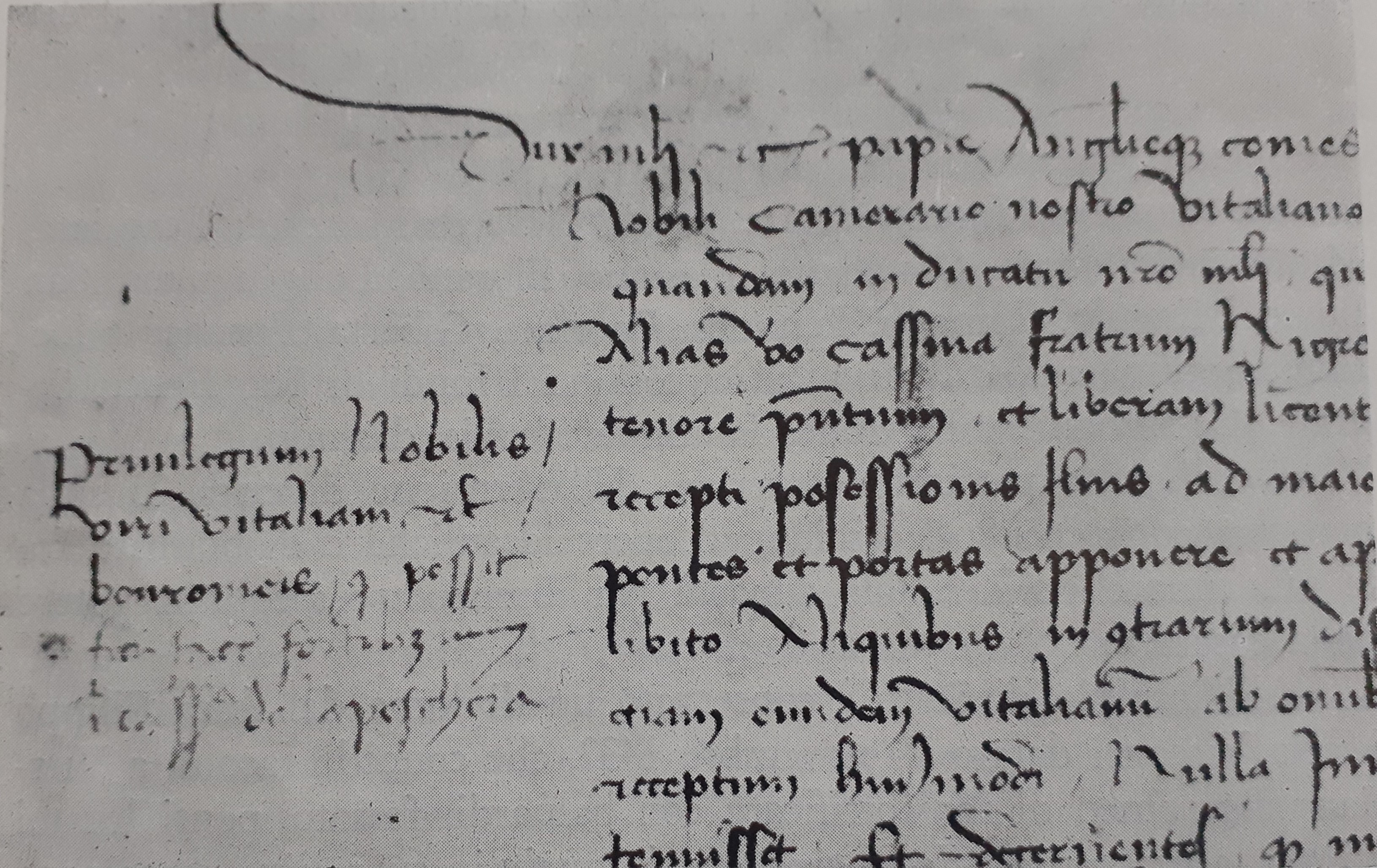
Diploma del Duca Filippo Maria Visconti del 1432, conservato all'Archivio di Stato di Milano

Il vero e proprio atto di nascita del Castello, è un documento del duca Filippo Maria Visconti del 10 Novembre 1432, che offre la possibilità a Vitaliano I Borromeo di far fortificare con baluardi, fossato, ponti elevatoi e torri la sua «cassina de la Peschera» (Privilegium nobilis domini Vitaliani de Bonromeis qui possit fieri facere fortilitium in cassinis de la peschera),successivamente denominata come cascina dei «frati negri».
Il maniero è quindi in origine una costruzione rurale. Elevando questa cascina a castello, Vitaliano mirava a mantenere il prestigio della sua casata che era in fase di ascesa economica e commerciale, ma anche a difendere i suoi famigliari in un periodo irrequieto. Probabilmente non aveva progetti militari, considerate le modeste dimensioni della costruzione, l’aquitrinoso terreno circostante, la mancanza di elementi naturali difensivi e lo scarso valore offensivo della posizione. La fortificazione aveva conferito alla cascina nobiltà di linee ed aspetto, circondata da un fossato alimentato d’acqua sorgiva, era stata dotata di quattro torri angolari e una centrale più alta eretta sopra l’ingresso preceduto da un rivellino. Il castello deve essersi trovato coinvolto in qualche vicenda di armi, poiché nel 1929 alcune palle di pietra sono state rinvenute nel fossato durante i lavori di sterro per rimettervi l’acqua e anche nel 1968 nel cortile mentre si procedeva a ristabilirne le pendenze.
Si pensa che Francesco Sforza si sia soffermato al castello nel 1448, durante le operazioni militari della Repubblica Ambrosiana, ma probabilmente, ospite di Filippo Borromeo, aspettava nei primi mesi del 1450, la delegazione milanese che veniva ad offrirgli il ducato insieme con la resa di Milano.
Per ricordare la permanenza del famoso condottiero, un anonimo artista a fine Cinquecento ha dipinto un’allegoria nel salone al primo piano: due mani che dal riccio traggono una castagna (Milano), dolce premio di tante spinose fatiche.

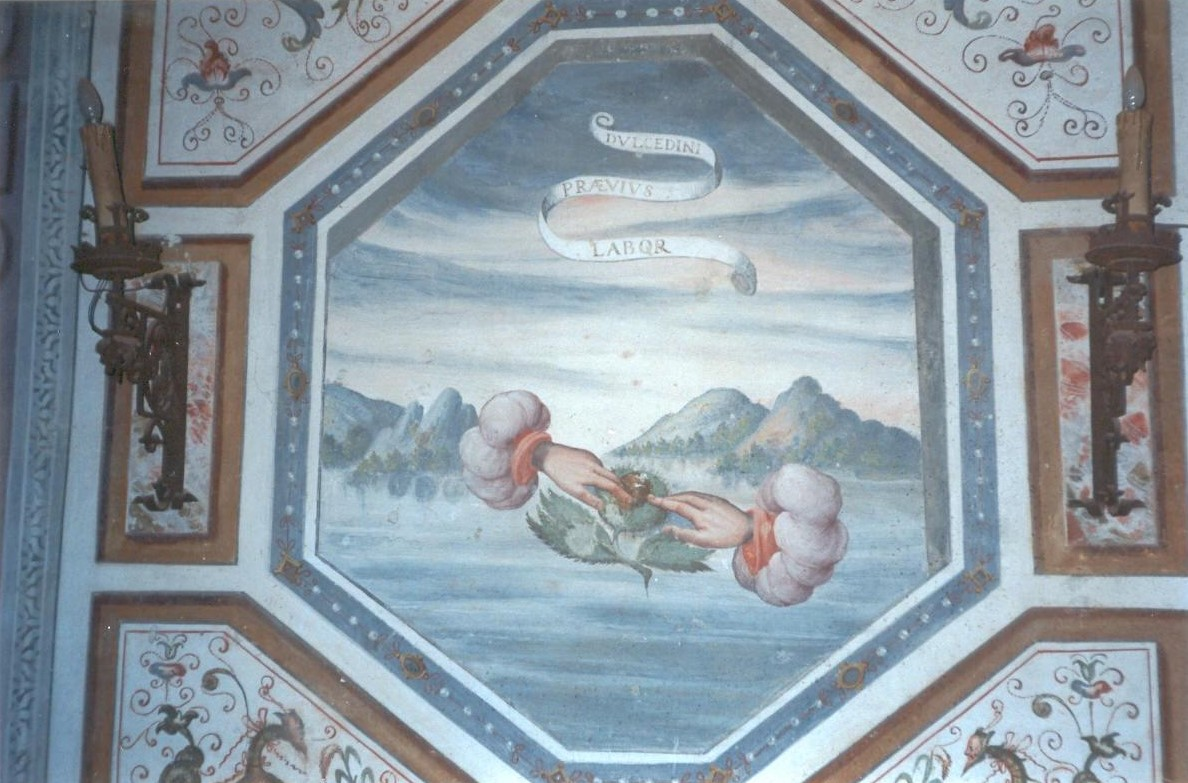
Allegoria Salone principale

Per ricambiare l’aiuto prestato dalla famiglia Borromeo, Francesco Sforza il 25 maggio 1450 concedeva numerosi benefici ad alcuni componenti del casato. A Filippo, figlio di Vitaliano, dava il permesso di rinnovare le fortificazioni di Peschiera e gli confermava feudi, immunità ed il titolo di conte di Arona; undici anni dopo, il 12 maggio 1461, lo insigniva pure del titolo di conte di Peschiera. Non potendo disporre di una posizione dal punto di vista strategico rilevante, il castello di Peschiera può aver solo marginalmente partecipato ad azioni guerresche. Lo stesso nome di Peschiera non emerge dalla storiografia dell’epoca, come avviene nel caso di altri castelli quali Cassano, Pandino, Melegnano o Binasco i cui ricorrenti assalti e difese sono raccontati molto spesso. L’impiego militare del castello quindi,  non solo è stato modesto, ma di breve durata, poiché era venuto a cessare del tutto con l’occupazione spagnola del ducato milanese. Le quattro torri angolari infatti erano state «decapitate» molto probabilmente per volontà degli spagnoli che incontrando una certa resistenza nel consolidamento del loro potere nel ducato, esigevano le demolizioni delle opere fortificate, considerandole dei possibili focolai di ribellione.
Illustre proprietario del Castello dal 1562 al 1567 è stato San Carlo Borromeo (1538 - 1584), anno in cui vi rinunzia a favore di suo zio Giulio Cesare.
Nell'ultimo ventennio del XVI secolo, il castello di Peschiera viene interamente restaurato da Renato, figlio di Giulio Cesare e fratello del cardinale Federico. Si deve a Renato Borromeo l'attuale aspetto di carattere residenziale rispetto alla precedente vocazione militare del sito.

### L'assalto al Castello nel 1502
Il cinquecento, secolo di guerre si apre con il grande conflitto tra Francesi e Spagnoli in gara per la supremazia imperiale. Sullo sfondo di questo conflitto, si profila la lotta per il dominio del Milanese all’interno del quale viene coinvolto il castello di Peschiera Borromeo. Durante questo periodo i Borromeo vi trascorrono diversi momenti dell’anno come traspare da numerose corrispondenze epistolari e cronache del tempo. Se da un lato la fine del XV secolo segna un periodo aureo per la famiglia che ne determina l’ascesa, dall’altro agli inizi del XVI i Borromeo devono affrontare un momento difficile sotto le scosse di gravi rivolgimenti politici e dinastici. Non hanno più il predominio nelle cariche dello stato e della corte e con difficoltà partecipano a grandi avvenimenti dei duchi, dall’ultimo Visconti, a Francesco Sforza, a Galeazzo Maria e alla reggente Bona di Savoia. Ad ostacolare la loro preminenza vi è Lodovico il Moro che odiava i Trivulzio ed anche i Borromeo loro alleati..
Il 6 Ottobre 1499, il conte Giberto I Borromeo è uno dei notabili che era andato incontro a Luigi XII re di Francia insieme ad altri due Borromeo, il conte Filippo ed il conte Lodovico, signorotto di Longhignana. A causa di questa alleanza i personaggi più rappresentativi della casata andranno soggetti a gravi ripercussioni, durante il conflitto tra Francia e Spagna concluso con la vittoria di quest’ultima. Le conseguenze più immediate e devastanti sono bandi,  confische e l’occupazione di feudi e di castelli, tra i quali quello di Peschiera ne uscirà semidistrutto. Solo dopo diversi decenni le grandi potenze raggiungeranno uno stabile equilibrio. Il castello di Peschiera subisce diverse scorribande e sul finire di Marzo del 1500,  Ambrogio da Paullo, quando descrive l'arrivo delle truppe provenienti da Lodi, racconta il saccheggio di diversi villaggi. Il castello di Peschiera viene attaccato il 3 Maggio 1502 e nei due giorni successivi da parte di una folta schiera di guasconi, che tuttavia non riuscirà ad espugnarlo. Scrive il cronista:"A dì 26 aprile gionseno in Lombardia più de 600 guasconi, mandati dal roy et distribuiti per il paese, parte andò a Monza, parte a Vimercato et parte ne venne in Lodesana; et uno lunedì, che fu a dì 3 maggio, gionseno alla Peschiera circa 1500, et volseno prendere il castello, fu ditto, in nome del conte Luduico Borromeo, quale era soldato del roy de Franza; ma quelli del castello, serrato le porte et levato il ponte, se misseno alla difesa con guasconi, che li davano la battalia per entrar in castello, et ne moritte pur qualcuno de artelaria et de balestre; et non potendo avere il castello per quello giorno, trascorseno il paese circa tre mia, danneggiando, saccheggiando et robando qualunche persona li capitava nelli piede per strada, per le ville, per le cassine. La notte seguente detteno ancora la battaia, et cossì il martedì a dì 4 soprascritto, credendo pur de intrare dentro, ma non fu ordine, che quelli del castello si difeseno sempre arditamente, et pur ne sono romasti morti circa 8 uomini de quelli massari de la Peschera et molti guasconi, et al fine l’arìano auto, perché entro non li era vittuaglie alcuna; et in istante gionseno littere da Milano, che si levarno de l’impresa…"
Successivamente nel grande conflitto tra Francesco I e Carlo V, il castello Borromeo viene di nuovo coinvolto. Nella primavera del 1522 i Francesi subiscono una nuova sconfitta, il Lautrec è costretto a fermarsi a Paullo con le sue truppe per poi stabilirsi a Peschiera nel castello dei Borromei. Il mattino del 19 luglio 1526 truppe provenienti da Melegnano circondano il castello di Peschiera guidate da Francesco Maria della Rovere duca d’Urbino, condottiero al servizio della Serenissima e posto a capo dell’esercito della santa Lega di Cognac. Francesco Guicciardini letterato e diplomatico, Luogotenente generale di Papa Clemente VII giunto a Peschiera scrivendo al cardinale Matteo Giberti ricorda il passaggio delle truppe e l'alloggio non piacevole del duca: "Siamo venuti a Peschiera, luogo de’ Bonromei da Marignano 5 miglia, da Moncia el Casiano circa 10. El paese è forte et paludoso, che è difficoltà uscirne, et infatto non comparisce el caminare… Se fusse di verno non usciremmo così presto".

## Descrizione

### Esterni

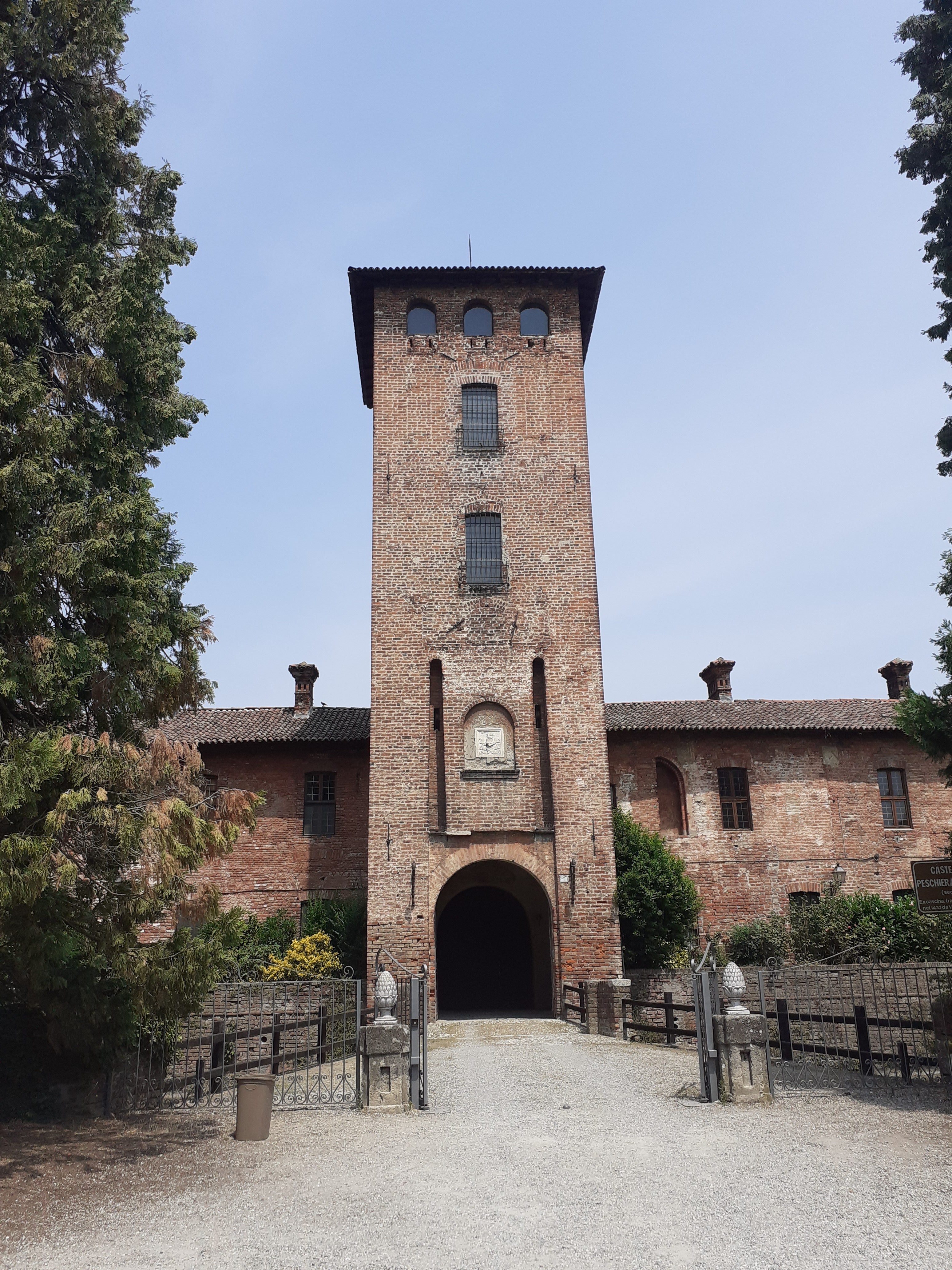
Torre di ingresso del Castello di Peschiera Borromeo

Il castello a impianto quadrangolare segue un orientamento lungo l’asse nord-sud, lo stesso di altre due proprietà dei Borromeo: Camairago e Longhignana. Il complesso architettonico dispone di un’unica torre che passa in corrispondenza dell’ingresso principale, schema già utilizzato in altri castelli trecenteschi, come quello visconteo di Cusago o quello più antico di Vidigulfo.
All’esterno tre corpi di fabbrica che costituiscono l’edificio sono circondati da spalti, mentre il quarto, quello orientale, è a scarpa. All’interno gli stessi corpi delimitano un cortile. I muri di sostegno dei parapetti incontrano in corrispondenza di ciascuno dei quattro angoli, bassi torrioncini rotondi che sporgono sul fossato, uno dei pochi in Lombardia ancora oggi riempito d’acqua e nel quale il complesso si specchia.
La torre, in origine dotata di un ponte levatoio (come si può notare dai buchi nel muro di ingresso in cui c’erano le travature che lo sostenevano si innalza occupando tutta la profondità dello spalto. Non solo aveva una funzione di controllo e quindi di sicurezza sulla zona vicina, ma anche di avvistamento e di allarme su quella più lontana. Pur facendone parte si erge quadrata e sporgente dalla costruzione e di fronte a questa all’inizio, si doveva trovare un rivellino, di cui restano le fondamenta a livello del terreno. Questa costruzione che serviva per difendere l’entrata del castello è stata abbattuta o lasciata crollare nel XVII secolo, poiché è ancora raffigurato sulla mappa del catasto di Maria Teresa del 1722. La sua scomparsa è positiva dal punto di vista estetico per l’edificio poiché, così tozzo e basso come si può immaginare facendo riferimento ai rivellini rimasti altrove non poteva che nuocere alla visione complessiva della facciata del castello.
Per quanto riguarda le torri angolari che si immergono nell’acqua del fossato, presentano una forma troncoconica a base arrotondata e sono staccate dal fabbricato stesso. Sono state ridotte a belvedere con scaletta in pietra e ringhiera in ferro in epoca sconosciuta. In quella all’angolo di nord-est, è stata ricavata una piccola darsena per ormeggiarvi al coperto una barca, su cui era possibile salire, scesi tre gradini dallo spalto. Probabilmente già dalla metà del ’500, o forse anche prima gli spagnoli ordinano che le torri siano ridimensionate. La tesi che esse non siano mai state torri, non sembra trovare riscontro in relazione alla storia del castello. La caratteristica, invece, di essere indipendenti dal corpo di fabbrica sarebbe una dimostrazione che le fortificazioni successive si sono sovrapposte alla precedente costruzione rurale. È più sostenibile l’ipotesi che fossero vere torri che, per la loro forma tronco-conica e per la dimensione della base non dovevano essere molto alte e forse superavano di poco il tetto dell’edificio.
Sul lato orientale, cioè quello privo di spalto, si possono vedere ancora i camminamenti che dall’interno del castello conducevano alle torri, mentre i collegamenti con le altre due del lato occidentale avvenivano attraverso gli spalti degli altri tre lati, ma riparati da una robusta muraglia, della cui antica esistenza sono prova i monconi ancora sporgenti dalle torri stesse. Il lato orientale non è mai stato affrescato e mostra una superficie disomogenea con mattoni antichi, cadenti mutilati ed anche i segni del tempo: porte, finestre soppresse, rinforzi, restauri. Per molto tempo si è pensato che al centro di questo lato vi fosse l’ingresso principale a causa di tracce evidenti di un portone o presunto tale. La teoria è caduta completamente in seguito al ritrovamento di un disegno dell’archivio della famiglia Borromeo, che mostra l’esistenza di un ponte coperto, che scavalcava il fossato molto simile a quello detto di Lodovico il Moro al castello di Milano.

### Interni

#### La sala delle armature, lo scalone, la sala delle grottesche, il salone principale

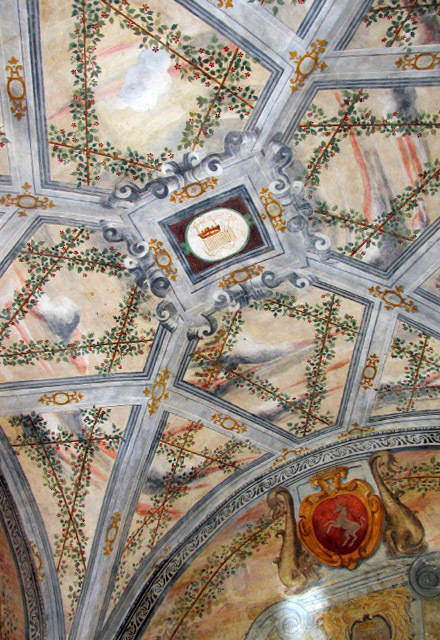
Particolare degli affreschi di una delle sale interne al castello dove si nota il motto Humilitas di San Carlo Borromeo

Entrando dall’ingresso sul lato ovest, il primo ambiente che si incontra è una sorta di vestibolo: la Sala delle armature con soffitto a cassettoni che presenta riquadri con motivi floreali a contorno lobato di toni bianchi, rossi e blu, pavimento in lastroni di pietra, contente armi ed armature antiche. Al suo interno è presente anche un grosso camino di pietra.
Segue poi lo Scalone decorato nella sua fascia superiore, che immette in una piccola anticamera chiamata Sala delle grottesche per la predominanza di questo tipo di decorazioni, che ricordano le raffigurazioni delle logge vaticane e databili a fine '500 e attribuite all'artista Cesare Baglione. Nella fascia più alta della sala le grottesche si alternano a motivi paesaggistici e sotto a queste decorazioni sono presenti motivi floreali e una finta balaustra databili al XIX secolo. La rappresentazione colpisce per la sua estrema eleganza e leggerezza che non ha niente in comune con la stravagante fantasia di molte altre figurazioni di questo tipo. Questo però non esclude che anche nelle grottesche di Peschiera siano presenti simboli esoterici o legati alla cultura alchemica del tardo Rinascimento. Troviamo così il tema del fuoco, rappresentato in fiaccole e bracieri, all’interno di tempietti sacrificali, elemento fondamentale del processo alchemico e simbolo di luce, o il vaso emblema della sapienza, circondato da figure antropomorfe e fitomorfe. Unguentari e lucerne sono spesso riprodotti accanto ai tempietti nei quali vi è un chiaro riferimento a riti di propiziazione e di divinazione. Gli animali poi che popolano le grottesche, rappresentano sotto varie forme i principi universali: gli uccelli alati e non, il principio vitale e quando combattono tra di loro, la contesa tra anima e corpo; il leone è il simbolo del sole, il serpente dell’eternità; la colomba è l’immagine dell’aria; i granchi dell’acqua; gli arieti della terra; come mostrano l’astrologia e lo zodiaco. Sopra la porta della Sala delle grottesche che introduce nel salone principale, la sigla ERFB, ricorda i committenti di queste decorazioni tardo-cinquecentesche: Renato I Borromeo e la moglie Ersilia Farnese, figlia di Ottavio, duca di Parma e Piacenza, che si erano sposati nel 1579. Le iniziali sono in oro, sormontate da una corona anch’essa dorata e contenute in uno scudo araldico, che mostra tre gigli farnesiani a entrambi i lati della sigla, cioè i sei dello stemma dei Farnese. Per quanto concerne la datazione di queste decorazioni, di quelle dello Scalone e di quelle del Salone, che riportano tutte la sigla come una firma d’autore, si può ipotizzare una loro realizzazione tra il 1580 e il 1596, anno della morte di Ersilia.
La successiva stanza rettangolare è il Salone principale , l’area più importante del castello, dove trionfa l’armonia e la simmetria degli affreschi la decorano nella sua interezza. Le tonalità dei colori sono calde, tipiche delle decorazioni nobiliari del tempo. L’ampio locale presenta tre finestre su ogni lato, mentre nella parete di fronte si trova un grande camino in pietra riccamente affrescato. Nella striscia superiore, delimitata dal soffitto a cassettoni e dalla linea delle finestre, lungo tutto il perimetro della sala, corre una fascia decorata con rettangoli a grottesche intervallata da paesaggi, tra i quali spicca, sopra la porta d’entrata e alla sigla dei due coniugi, un mulino ad acqua. La decorazione del Salone si suddivide in otto allegorie a carattere moraleggiante, come avvertimento per i suoi nobili visitatori in un periodo, come quello barocco, dagli equilibri politici molto precari. Tutte le scene allegoriche sono racchiuse in una cornice ottagonale dipinta, mentre il resto dell’adornamento a grottesche e fregi multicolori ripropone lo stile del locale precedente. Ogni allegoria è introdotta da una didascalia in latino scritta in un cartiglio volante.

#### Le altre sale
Le altre sale ad eccezione della Cappella di San Carlo, sono decorate con affreschi sei-settecenteschi che, in alcuni casi, hanno coperto decorazioni cinquecentesche. Dopo il Salone si entra nella Sala del primo mulino, così denominata per la presenza negli affreschi di un mulino a due ruote idrauliche, in un ambiente silvestre e anche questa dotata di un camino. Attraverso finte colonne sono descritti paesaggi semplici di gusto seicentesco, con monti, castelli, foreste in una tonalità verde scuro, che sottolinea il distacco dalla precedente fase decorativa. Sii tratta di uno strato sovrapposto alle decorazioni volute da Renato I Borromeo, che adornano le sale precedenti. Lo dimostra infatti, un’esplorazione condotta in un angolo della sala stessa dove, sotto il dipinto, sono apparsi gli ornamenti a grottesche.
La successiva stanza è la cosiddetta Sala di San Carlo, in cui secondo la tradizione, avrebbe dormito il santo, il più illustre esponente della casata. La fascia alta sulle pareti è affrescata in modo pregevole secondo la tipologia cinquecentesca delle sale precedenti (grottesche e paesaggi), al contrario delle zone sottostanti. Quest’ultime presentano affreschi di scarsa fattura e molto tardi  (forse addirittura ottocenteschi). La spiegazione è da attribuirsi al fatto che un tempo le parti inferiori della sala erano tappezzate con velluti e drappi, poi sparita nel corso dei secoli l’usanza ed eliminate le stoffe, i muri spogli sono stati ricoperti di ornamenti, ma privi di particolare bellezza. Fino poco tempo fa in tale stanza era presente il letto in cui, secondo la tradizione avrebbe dormito San Carlo. Si tratta di un pezzo autentico del XVI secolo, acquistato a Milano intorno al 1930 e giudicato una pregevole testimonianza dell’arte del ferro battuto.
Alla stanza di San Carlo fa seguito poi la Sala dei laghi, attraverso una strana architettura arborea possiamo intravedere paesaggi fantasiosi, alberi e case. Sono pitture mediocri risalibili all’età barocca in cui sono presenti anche sostegni e festoni di frasche, ampi specchi d’acqua, barchette e molto cielo.
Molto interessante da un punto di vista documentario è la Sala delle proprietà Borromeo. Qui troviamo dipinte tre vedute all’interno di incorniciature ottagonali: Sul fondo la Veduta dell’Isola Bella sul lago Maggiore, con belle terrazze coltivate. Sulla parete di destra la Veduta di Arona, importantissimo possesso dei Borromeo, dove è nato San Carlo. Il borgo è dominato dalla rocca distrutta dai francesi nel 1801, insieme alla cinta fortificata. Sulla parete di sinistra la Veduta della Villa Borromeo a Cesano Maderno permette di dare una datazione al breve ciclo. Infatti Cesano diviene possesso Borromeo solo dopo il 1652, anno del matrimonio tra Renato II Borromeo e Giulia Arese. È possibile quindi stabilire che le tre vedute siano state affrescate dopo le loro nozze.
Il locale successivo, la Sala del secondo mulino, presenta una serie di archi affrescati che si appoggiano su pilastri. Attraverso questi un mulino dotato di ruota idraulica azionata dall’alto è il protagonista della decorazione secentesca che offre anche visioni panoramiche di acque, campi e alberi. Da questa si passa alla Sala del mare anch’essa dispone di un camino, attorno al quale pitture a tema marinaresco, mediocri e scialbe, si intravedono tra festoni e lesene.

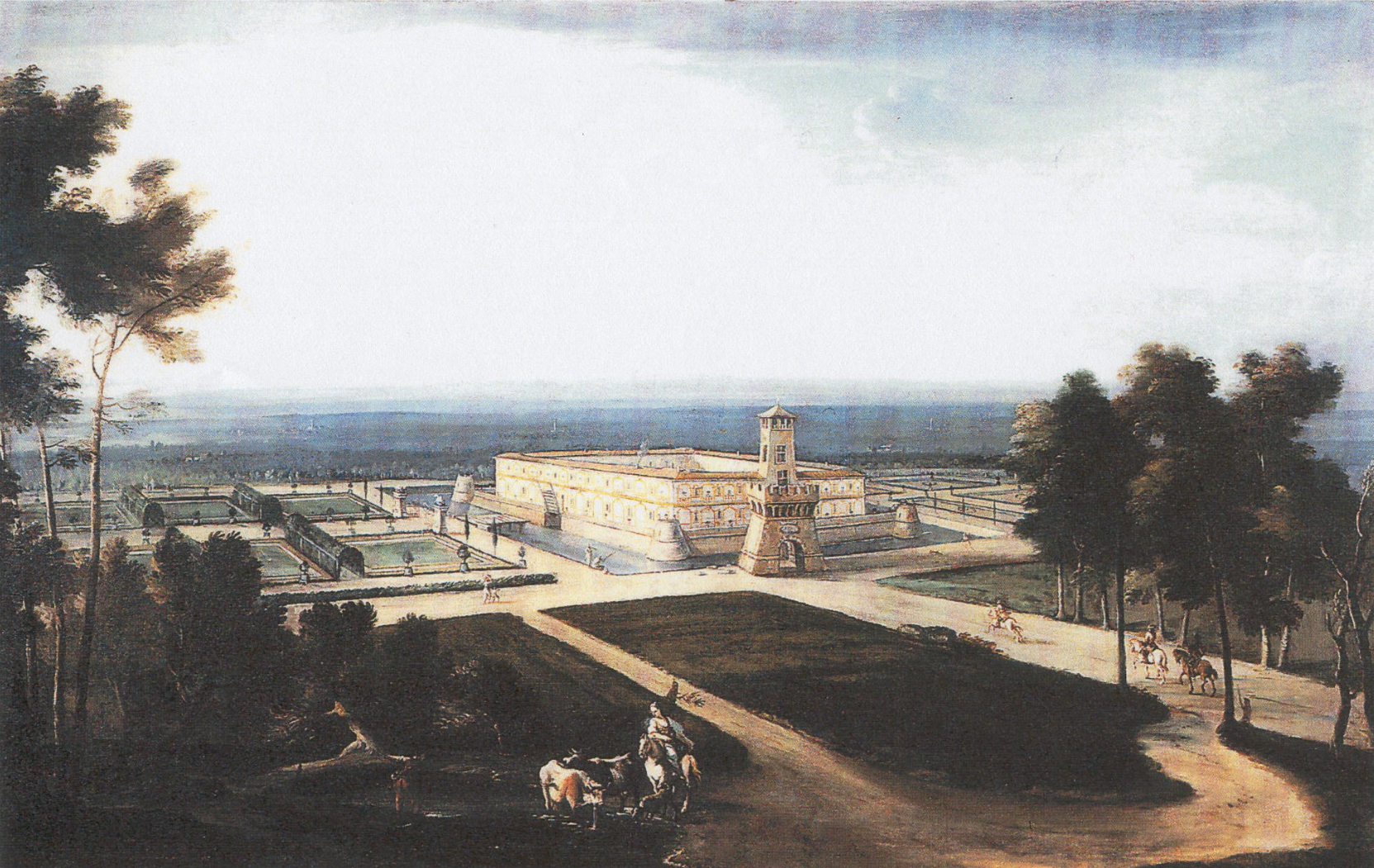
Veduta del Castello di Peschiera Borromeo

Si entra poi nella Sala del Castello di Peschiera, con affreschi di gusto tardo settecentesco. Da uno scorcio di colonne, spicca subito a colori vivaci il castello Borromeo, dominato dalla torre centrale e preceduto dal rivellino, costruzione merlata posta a difesa dell’ingresso, davanti al ponte levatoio, molto simile alla struttura architettonica raffigurata un quadro di anonimo artista della prima metà del XVIII secolo, conservato presso l'Almo Collegio Borromeo di Pavia. Una tavoletta dipinta sopra l’unica finestra, porta la data 1763; anni dopo il rivellino verrà abbattuto. Per quanto imprecisa è una rara testimonianza storica e architettonica. Un camino, di cui si nota ancora la traccia nell’intonaco aveva tagliato in diagonale la facciata dell’edificio, ma gli elementi rimasti sono stati sufficienti per una ricostruzione accurata.
A un artista importante, ma ancora ignoto deve appartenere la realizzazione di questo locale, che colpisce per l’impaginazione, la struttura architettonica degli affreschi , la curata prospettiva. Ancora una volta, attraverso delle lesene ricche di festoni di frutta, si apre uno scorcio urbano con palazzi colonne balaustre, gente a cavallo e a piedi. Le vedute risaltano anche per la scene di quotidianità che mostrano semplici personaggi intenti nelle loro attività ordinarie, come un cavaliere che sta salendo a cavallo con l’aiuto di un palafreniere. Il committente di questi affreschi è Renato III Borromeo (1710-1778) che aveva ereditato la proprietà di Peschiera dopo la divisione dei due rami di famiglia. Questa stanza è la più importante dal punto di vista storico-artistico per quanto riguarda la seconda fase decorativa.
Infine l’ultima stanza, la Sala dei paesaggi che guarda anche sul piazzale antistante il castello, è anch’essa divisa in quadri da lesene e festoni, è adornata di grandi e dolci paesaggi campestri con acque, colli, case, alberi, nuvole ed uccelli. È un locale che invita al raccoglimento e allo studio poiché non comunica con altri ambienti. I dipinti sono di buona fattura e colpiscono per l’affinità che sembrano in maggior misura rivelare coi precedenti del ’600 anziché con gli ultimi del ’700 inoltrato. Dietro la teoria delle sale si sviluppa una Doppia galleria che presenta pitture di modesta fattura: fronde stilizzate e uccelli in volo che riempiono le vaste superfici. Questa galleria, oltre ad avere una funzione di disimpegno delle stanze descritte, consente l’accesso alle tribune della Cappella, da cui i Borromeo potevano assistere alle funzioni religiose. Questa dovrebbe essere stata edificata o adibita come tale tra la fine del ’500 e i primi decenni del ’600, cioè da Renato I al tempo dei grandi restauri o dai suoi figli o nipoti. Secondo altri studiosi essa preesisteva già con diversa destinazione o era da ritenersi un’antica torre. La decorazione è stilisticamente affine a quella del Salone, dunque cinquecentesca e attribuibile al già ricordato Cesare Baglione. Le pareti e la finta volta (poiché appesa mediante catene alle travature sovrastanti) sono affrescate con grottesche e putti; le lunette e le lesene anche queste di buona fattura come le precedenti raffigurazioni sono adornate con oggetti liturgici e musicali. . Di autore diverso sono le scene laterali, meno valide dal punto di vista artistico: Battesimo di Cristo, e San Francesco mentre riceve le stigmate.

### Esplicative
1. ↑  In un affresco nella "Sala del Castello di Peschiera" esso appare con chiarezza

### Bibliografiche
1. ↑   Giuseppe Gerosa Brichetto, Fuori di porta Tosa, Milano, 1973,  pp. 112-113.
2. ↑   Giuseppe Gerosa Brichetto e Sergio Leondi, San Carlo, I Borromeo e Peschiera nel Cinquecento, Peschiera Borromeo, 1983,  p. 57.
3. 1 2  Contino, Castello di Peschiera Borromeo.
4. ↑   Giuseppe Gerosa Brichetto e Sergio Leondi, San Carlo, I Borromeo e Peschiera nel Cinquecento, Peschiera Borromeo, 1983,  p. 59.
5. ↑   Ambrogio da Paullo, Cronaca Milanese dall’anno 1476 al 1515, Torino, 1871,  pp. 78-79.
6. ↑   Giuseppe Gerosa Brichetto, La Chiesa e il Comune di Zeloforamagno - Notizie Storiche, Peschiera Borromeo, 1992,  p. 325.
7. ↑   Gian Vico Borromeo, Il Castello di Peschiera Borromeo, Peschiera Borromeo, 2003,  p. 26.
8. ↑   M. Lupis di Santa Margherita, Cesare Baglione attivo al Castello di Peschiera Borromeo, in Sibrium vol.18, 1985-1986,  pp. 231-242.